# Titano
Der Titano ist mit 739 Metern der höchste Berg San Marinos und dominiert mit seinen drei Gipfeln die dortige grüne Hügellandschaft.

## Lage und Umgebung
Das zentrale Gebiet San Marinos wird ungefähr in Nord-Süd-Richtung fast komplett vom steil nach Osten abfallenden, etwa sieben Kilometer langen Kalksteinrücken des Monte Titano durchzogen. Die Stadt San Marino liegt auf dem Berg.
2008 wurde die Stadt von der UNESCO zum Weltkulturerbe ernannt. Der 55 Hektar große Bereich der Bergkuppe und der Klippen liegt vollständig innerhalb der dafür eingerichteten Schutzzone.

## Tourismus
Zum Monte Titano führt der Percorso della Rupe. Zudem führt der 43 km lange Cammino del Titano rund um den Monte Titano; auf ihm können die neun Castelli der Republik San Marino besucht werden.